# Echemmaia
Echemmaia oder Chemaia (arabisch الشماعية, DMG aš-Šammāʿiyya) ist eine Stadt mit ca. 25.000 Einwohnern in der Provinz Youssoufia in der Region Marrakesch-Safi im Westen Marokkos.

## Lage und Klima
Die Stadt Echemmaia liegt etwa 67 km (Fahrtstrecke) südöstlich von Safi bzw. ca. 25 km südlich der Provinzhauptstadt Youssoufia. Die Millionenstadt Marrakesch ist etwa 86 km in südöstlicher Richtung entfernt. Das Klima ist meist trocken und warm; Regen (ca. 250–350 mm/Jahr) fällt überwiegend im Winterhalbjahr.

## Bevölkerung
| Jahr      | 1994   | 2004   | 2014   | 2024   |
| Einwohner | 18.010 | 21.859 | 24.303 | 26.547 |

Der Großteil der in der Landwirtschaft sowie als Kleinhändler, Taxifahrer etc. tätigen Bevölkerung ist berberischer Abstammung. Führende Positionen in Wirtschaft, Handel und Verwaltung sowie im Bank-, Gesundheits- und Bildungswesen liegen dagegen oft in den Händen der arabischstämmigen Bevölkerungsminderheit. Untereinander wird meist Marokkanisch-Arabisch gesprochen.

## Wirtschaft
Etwa 2 km westlich der Stadt liegt der etwa 5,5 km² große Salzsee Lac Zima, der u. a. für Flamingos sehr attraktiv ist; daneben werden hier jedes Jahr etwa 5000 t Salz gewonnen.

## Geschichte
Die Stadt Echemmaia erhielt ihre heutige Bedeutung während des Französischen Protektorats (1912–1956). Prinz Moulay Hassan, der spätere König Hassan II. (reg. 1961–1999), erhielt hier einen Teil seiner Ausbildung.

## Sehenswürdigkeiten
In der neuen, aber staubigen und wenig attraktiven Stadt gibt es keinerlei historisch oder kulturell bedeutsame Sehenswürdigkeiten.